# 공주 갑사 동종
갑사 동종(甲寺 銅鐘)은 충청남도 공주시 갑사에 있는 조선시대의 동종이다. 1968년 12월 19일 대한민국의 보물 제478호로 지정되었다.

## 개요
갑사동종(甲寺銅鐘)은 조선 초기의 종으로 국왕의 만수무강을 축원하며, 갑사에 매달 목적으로 선조 17년(1584)에 만들어졌다.
높이 131cm, 입지름 91cm로 전체적으로 어깨부터 중간까지 완만한 곡선을 이루고 있으며, 중간 지점부터 입 부분까지 직선으로 되어있다. 종 꼭대기에는 음통이 없고, 2마리 용이 고리를 이루고 있다.
종의 어깨에는 물결모양으로 꽃무늬를 둘렀고, 바로 밑에는 위 아래로 나누어 위에는 연꽃무늬를, 아래에는 범자를 촘촘히 새겼다. 그 아래 4곳에는 사각형모양의 유곽을 만들고, 그 안에는 가운데가 볼록한 연꽃모양의 유두를 9개씩 두었다. 종의 몸통 4곳에는 종을 치는 부분인 당좌를 따로 두었고, 그 사이에는 구름위에 지팡이를 들고 있는 지장보살이 서 있다. 종 입구 부분에는 덩굴무늬 띠를 둘렀다.
이 종은 일제시대 때 헌납이라는 명목으로 공출되었다가, 광복 후 갑사로 옮겨온 민족과 수난을 같이 한 종이다. 

## 특징
갑사 종각에 있는 조선 시대에 만들어진 종으로, 높이는 132.5cm, 입지름은 92cm나 된다. 어깨 위에는 여의두 입화형이 돌려 있고, 그 아래 한 가닥의 융기선으로 2줄의 가로띠를 만들어 위 띠에 나란한 4각형 속에 연꽃무늬를, 아래띠에는 동그라미 속에 범자를 양주하여 촘촘히 배치하였다. 이 가로띠에 붙여서 4곳에 가슴과 같은 돌기가 3개씩 3줄로 늘어선 유곽을 마련하고 그 둘레를 당초문으로 장식하였다. 유곽 밑에는 원형의 당좌를 배치하고 아래에 구름무늬를 깔았다. 1584년(선조 17년)에 만들어져 수많은 난리를 거쳤음에도 오늘날과 같은 모습을 간직하고 있다.
종의 몸체에 만든 시기를 표시한 명문이 있어 한국 종의 변천을 이해하는데 중요한 자료가 되며, "갑사사(岬士寺)"라는 표기가 있어 절의 이름이 지금과 달랐던 것도 알 수 있다.

## 같이 보기
- 갑사

## 참고 자료
- 공주 갑사 동종 - 국가유산청 국가유산포털